# سوخیگین سرنچیمد
سوخیگین سرنچیمد (به مغولی: Сүхээгийн Цэрэнчимэд،  زادهٔ ۲۴ فوریهٔ ۱۹۹۵) یک کشتی‌گیر آزادکار اهل کشور مغولستان است.
از افتخارات وی می‌توان به کسب مدال نقره قهرمانی کشتی جهان ۲۰۲۴ اشاره کرد.